# 济南市学校列表
列出济南市境内的学校。

## 高校
| 学校名称                 | 本部所在地    | 创办时间 | 主管部门                  | 学位层次 | 网址                                             | 备注                                                       |
| ------------------------ | ------------- | -------- | ------------------------- | -------- | ------------------------------------------------ | ---------------------------------------------------------- |
| 山东大学                 | 历城区        | 1901年   | 教育部                    | 博士     | http://www.sdu.edu.cn/ （页面存档备份，存于）    | 一流大学建设高校（A类） 三地办学（济南市、威海市、青岛市） |
| 山东师范大学             | 历下区 长清区 | 1950年   | 省部共建                  | 博士     | http://www.sdnu.edu.cn/ （页面存档备份，存于）   |                                                            |
| 山东科技大学             | 天桥区        | 1951年   | 省部共建 应急管理部       | 博士     | http://www.sdust.edu.cn/ （页面存档备份，存于）  | 三地办学（青岛市、济南市、泰安市）                         |
| 济南大学                 | 市中区        | 1948年   | 省部共建                  | 博士     | http://www.ujn.edu.cn/ （页面存档备份，存于）    |                                                            |
| 山东财经大学             | 历下区 市中区 | 1952年   | 省部共建 财政部 教育部    | 博士     | http://www.sdufe.edu.cn/ （页面存档备份，存于）  |                                                            |
| 山东中医药大学           | 长清区        | 1958年   | 省部共建 国家中医药管理局 | 博士     | http://www.sdutcm.edu.cn/ （页面存档备份，存于） |                                                            |
| 山东建筑大学             | 历城区        | 1956年   | 省部共建 住建部           | 博士     | http://www.sdjzu.edu.cn/ （页面存档备份，存于）  |                                                            |
| 青岛科技大学             | 历下区        | 1950年   | 山东省                    | 博士     | http://www.sdciri.com/ （页面存档备份，存于）    | 分校区（山东省化工研究院，本部位于青岛市）                 |
| 齐鲁工业大学             | 长清区        | 1948年   | 山东省                    | 硕士     | http://www.qlu.edu.cn/ （页面存档备份，存于）    | 1个外地校区（菏泽校区）                                    |
| 山东第一医科大学         | 槐荫区        | 1891年   | 山东省                    | 硕士     | http://www.sdfmu.edu.cn/ （页面存档备份，存于）  | 两地办学（济南市、泰安市）                                 |
| 山东交通学院             | 长清区 天桥区 | 1956年   | 省部共建 交通运输部       | 硕士     | http://www.sdjtu.edu.cn/ （页面存档备份，存于）  | 1个外地校区（威海校区）                                    |
| 山东艺术学院             | 长清区 历下区 | 1958年   | 省部共建 文化和旅游部     | 硕士     | http://www.sdca.edu.cn/ （页面存档备份，存于）   |                                                            |
| 山东体育学院             | 历城区        | 1958年   | 山东省                    | 硕士     | http://www.sdpei.edu.cn/ （页面存档备份，存于）  | 1个外地校区（日照校区）                                    |
| 山东工艺美术学院         | 长清区 历下区 | 1973年   | 山东省                    | 硕士     | http://www.sdada.edu.cn/ （页面存档备份，存于）  |                                                            |
| 山东政法学院             | 历城区        | 1955年   | 山东省                    | 硕士     | http://www.sdupsl.edu.cn/ （页面存档备份，存于） |                                                            |
| 山东警察学院             | 章丘区 历下区 | 1946年   | 山东省                    |          | http://www.sdpc.edu.cn/ （页面存档备份，存于）   |                                                            |
| 山东女子学院             | 市中区 长清区 | 1952年   | 山东省                    |          | http://www.sdwu.edu.cn/ （页面存档备份，存于）   |                                                            |
| 齐鲁师范学院             | 章丘区 历下区 | 1948年   | 山东省                    |          | http://www.qlnu.edu.cn/ （页面存档备份，存于）   |                                                            |
| 山东青年政治学院         | 历城区        | 1949年   | 山东省                    |          | http://www.sdyu.edu.cn/ （页面存档备份，存于）   |                                                            |
| 山东管理学院             | 历城区 长清区 | 1938年   | 山东省                    |          | http://www.sdmu.edu.cn/ （页面存档备份，存于）   |                                                            |
| 山东农业工程学院         | 历城区        | 1971年   | 山东省                    |          | http://sdaeu.edu.cn/ （页面存档备份，存于）      | 三地办学（济南市、齐河县、淄博市）                         |
| 山东英才学院             | 历城区        | 1998年   | 省教育厅                  |          | http://www.ycxy.com/ （页面存档备份，存于）      | 民办                                                       |
| 山东协和学院             | 历城区        | 1993年   | 省教育厅                  |          | http://www.sdxiehe.com/ （页面存档备份，存于）   | 民办                                                       |
| 齐鲁理工学院             | 章丘区        | 1992年   | 省教育厅                  |          | http://www.qlit.edu.cn/ （页面存档备份，存于）   | 民办 1个外地校区（曲阜校区）                               |
| 山东现代学院             | 历城区        | 1993年   | 省教育厅                  |          | http://www.uxd.com.cn/ （页面存档备份，存于）    | 民办                                                       |
| 山东工程职业技术大学     | 章丘区        | 1990年   | 省教育厅                  |          | http://www.suet.edu.cn/ （页面存档备份，存于）   | 民办                                                       |
| 山东财经大学燕山学院     | 章丘区 莱芜区 | 2005年   | 省教育厅                  | 本科     | https://ys.sdufe.edu.cn/ （页面存档备份，存于）  | 独立学院                                                   |
| 山东电力高等专科学校     | 市中区        | 1958年   | 山东省                    | 专科     | http://www.sepc.edu.cn/ （页面存档备份，存于）   |                                                            |
| 山东商业职业技术学院     | 历城区        | 1936年   | 山东省                    | 专科     | http://www.sict.edu.cn/ （页面存档备份，存于）   |                                                            |
| 山东职业学院             | 历城区        | 1951年   | 山东省                    | 专科     | http://www.sdp.edu.cn/ （页面存档备份，存于）    |                                                            |
| 莱芜职业技术学院         | 莱芜区        | 2000年   | 山东省                    | 专科     | http://www.lwvc.edu.cn/ （页面存档备份，存于）   |                                                            |
| 山东劳动职业技术学院     | 槐荫区 长清区 | 1956年   | 山东省                    | 专科     | http://www.sdlvtc.cn/ （页面存档备份，存于）     |                                                            |
| 山东传媒职业学院         | 章丘区        | 1960年   | 山东省                    | 专科     | http://www.sdcmc.net/ （页面存档备份，存于）     |                                                            |
| 山东电子职业技术学院     | 章丘区        | 1978年   | 山东省                    | 专科     | http://www.sdcet.cn/ （页面存档备份，存于）      |                                                            |
| 山东旅游职业学院         | 章丘区        | 1988年   | 山东省                    | 专科     | http://www.sdts.net.cn/ （页面存档备份，存于）   |                                                            |
| 济南职业学院             | 市中区        | 2004年   | 山东省                    | 专科     | http://www.jnvc.cn/ （页面存档备份，存于）       |                                                            |
| 济南工程职业技术学院     | 章丘区        | 2003年   | 山东省                    | 专科     | http://www.jngcxy.com/ （页面存档备份，存于）    |                                                            |
| 山东医学高等专科学校     | 市中区        | 1966年   | 山东省                    | 专科     | http://www.sdmc.edu.cn （页面存档备份，存于）    | 两地办学（临沂市、济南市）                                 |
| 山东城市建设职业学院     | 历城区        | 1980年   | 山东省                    | 专科     | http://www.sdcjxy.com/ （页面存档备份，存于）    | 1个分校区（燕山校区）                                      |
| 山东司法警官职业学院     | 历下区 章丘区 | 1982年   | 山东省                    | 专科     | http://www.sdsfjy.com/ （页面存档备份，存于）    |                                                            |
| 济南护理职业学院         | 历城区        | 1953年   | 山东省                    | 专科     | http://www.sdjnwx.com/ （页面存档备份，存于）    |                                                            |
| 济南幼儿师范高等专科学校 | 长清区        | 1902年   | 山东省                    | 专科     | http://www.jnygz.com/ （页面存档备份，存于）     | 1个分校区（明湖校区）                                      |
| 山东特殊教育职业学院     | 市中区        | 1989年   | 山东省                    | 专科     | http://www.sdse.cn/ （页面存档备份，存于）       |                                                            |
| 山东圣翰财贸职业学院     | 长清区        | 2001年   | 省教育厅                  | 专科     | http://www.suu.com.cn/ （页面存档备份，存于）    | 民办                                                       |
| 山东力明科技职业学院     | 市中区        | 1985年   | 省教育厅                  | 专科     | http://www.6789.com.cn/ （页面存档备份，存于）   | 民办                                                       |
| 山东艺术设计职业学院     | 天桥区        | 1985年   | 省教育厅                  | 专科     | http://www.sysy.com.cn/ （页面存档备份，存于）   | 民办                                                       |
| 山东财政职工大学         | 历下区        | 1984年   | 山东省                    | 成人     |                                                  |                                                            |
| 山东广播电视大学         | 历下区        | 1979年   | 山东省                    | 成人     | http://www.sdtvu.com.cn/ （页面存档备份，存于）  | 全省多地办学                                               |
| 新汶矿业职工大学         | 莱芜区        | 1978年   | 山东省                    | 成人     | http://www.sdkyxy.cn/ （页面存档备份，存于）     |                                                            |
| 济南市职工大学           | 市中区        |          | 山东省                    | 成人     |                                                  |                                                            |

## 高中

### 市直属
| - 山东省实验中学（推荐生试点学校） - 济南西城实验中学（推荐生试点学校） - 济南大学城实验高级中学（推荐生试点学校） - 山东师范大学附属中学（推荐生试点学校） - 山东省济钢高级中学（推荐生试点学校） - 济南实验高级中学（推荐生试点学校） - 济南第一中学（推荐生试点学校） - 济南外国语学校（推荐生试点学校） - 济南中学（推荐生试点学校） - 济南历城第一中学（推荐生试点学校） - 济南历城第二中学（推荐生试点学校） - 济南医学中心实验中学（推荐生试点学校） - 济南第二中学 - 济南第三中学 - 济南第七中学 - 济南第九中学 - 济南第十一中学 - 济南回民中学 - 济南德润高级中学 | - 济南历城第四中学 - 济南历城第五中学 - 济南长清第一中学 - 济南长清中学 - 章丘中学 - 章丘第一中学 - 章丘第四中学 - 章丘第五中学 - 章丘第七中学 - 济南市莱芜第一中学 - 济南市莱芜第十七中学 - 济南市莱钢高级中学 - 平阴第一中学 - 济阳第一中学 - 济北中学 - 商河第一中学 - 商河第二中学 |  |

## 九年一贯制
- 历下区俊德实验学校
- 济南锦屏学校
- 济南辅仁学校
- 济南砚泉学校
- 济南龙奥学校
- 济南历元学校
- 济南东方双语实验学校
- 济南汇文实验学校
- 济南汇才学校
- 济南锦苑学校
- 济南天桥区泺口实验学校
- 章丘道通实验学校
- 章丘后营学校
- 济阳竞业园学校
- 济南市莱芜实验学校
- 济南市钢城区新兴路学校
- 济南市钢城区实验学校
- 济南市钢城区金水河学校
- 济南市钢城区里辛第二中学（含小学部）
- 济南市市中区舜华学校

## 初中

### 市直属
- 山东大学附属中学
- 济南市舜耕中学
- 济南第十五中学
- 济南第十八中学
- 济南第三十四中学

### 历下区[1]
- 济南第五中学
- 济南第八中学
- 历下区德润初中
- 历下区崇德中学
- 济南泉城中学
- 济南燕新中学
- 济南甸柳一中
- 山东省济南燕山中学

### 市中区[2]
- 济南第十四中学
- 济南第二十七中学
- 济南第六十八中学
- 济南育英中学
- 山东省济南实验初级中学
- 济南育贤中学
- 济南十六里河中学
- 济南党家中学
- 济南西藏中学
- 济南育文中学
- 济南舜文中学
- 济南普利初中
- 济南七贤中学
- 济南舜文中学

### 槐荫区
- 济南第十二中学
- 济南第十九中学
- 济南第二十中学
- 济南第二十六中学
- 济南第三十中学
- 济南第三十七中学
- 济南济微中学
- 济南阳光100中学
- 济南兴济中学
- 济南槐荫中学
- 济南育华中学
- 济南古城中学

### 天桥区
- 济南第十三中学
- 济南第二十九中学
- 济南第五十二中学
- 济南第五十六中学
- 济南明湖中学
- 济南博文中学
- 济南天桥大桥镇一中
- 济南天桥大桥镇二中

### 长清区
- 济南长清实验中学

### 章丘区
| - 章丘三中 - 章丘实验中学 - 章丘第二实验中学 - 章丘龙山中学 - 章丘刁镇中学 - 章丘绣水中学 - 章丘绣江中学 - 章丘党家中学 - 章丘垛庄中学 - 章丘水寨中学 - 章丘宁家埠镇中学 - 章丘普集中学 | - 章丘文祖中学 - 章丘相公庄中学 - 章丘绣惠镇中心中学 - 章丘枣园中学 - 章丘圣井中心中学 - 章丘辛锐中学 - 章丘白云湖中学 - 章丘曹范镇中学 - 章丘官庄中心中学 - 章丘黄河中学 - 章丘阎家峪中学 |  |

### 济阳区
- 济阳一中
- 济阳十中
- 济阳实验中学
- 济阳创新中学

### 莱芜区
济南市莱芜区学校列表#初级中学

### 钢城区
济南市钢城区学校列表#初级中学

### 平阴县
- 平阴县第二中学
- 平阴县第四中学
- 平阴县玫瑰中学
- 平阴县刁山坡中学
- 平阴县东阿中学
- 平阴县洪范池中学
- 平阴县孔村中学
- 平阴县孝直中学
- 平阴县栾湾中学

### 商河县
- 商河实验中学
- 商河白桥中学
- 商河韩庙中学
- 商河弘德中学
- 商河胡集中学
- 商河怀仁中学
- 商河贾庄中学
- 商河龙桑寺中学
- 商河牛堡中学
- 商河贾庄中学
- 商河孙集中学
- 商河许商中学
- 商河殷巷镇中学
- 商河玉皇庙中学
- 商河展家中学

## 小学

### 市直属
- 山东师范大学附属小学
- 济南师范附属小学

### 历下区[1]
| - 济南市汇波小学 - 济南市花园小学 - 济南市汇泉小学 - 济南市青龙街小学 - 济南市景山小学 - 济南市大明湖小学 - 济南市智远小学 - 济南市友谊小学 - 济南市燕柳小学 - 济南市盛福实验小学 - 济南市文化东路小学 - 济南市历下区燕山小学 | - 济南市十亩园小学 - 济南市名士小学 - 历下区科苑小学 - 济南市解放路第一小学 - 济南市解放路第二小学 - 济南市义和小学 - 济南市棋盘街小学 - 历下实验小学 - 济南市趵突泉小学 - 历下区盛景小学 - 济南市丁家小学 |  |

### 市中区[2]
- 济南市育新小学
- 济南市纬二路小学
- 济南市纬三路小学
- 济南市经五路小学
- 济南市经八路小学
- 济南市经九路小学
- 济南胜利大街小学
- 济南市玉函小学
- 济南市舜耕小学
- 济南市舜玉小学
- 济南市经十一路小学
- 济南市南上山街小学
- 济南市东河小学
- 济南市西河小学
- 济南市吴家小学
- 济南市催马小学
- 济南市大涧小学
- 济南市分水岭小学
- 济南市秀山小学
- 济南市兴隆小学
- 济南市郑庄小学
- 济南市丰齐小学
- 济南市陡沟小学
- 济南市邵而小学
- 济南市小庄小学
- 济南市文庄小学
- 济南市杨庄小学
- 济南市后龙小学
- 济南市双龙庄小学
- 济南市九曲庄小学
- 济南市罗而小学

### 天桥区
- 济南市天桥区实验小学
- 济南市制锦市街小学
- 济南市育晖小学
- 济南市育秀小学
- 济南市育新小学
- 济南市育贤小学
- 济南市育贤第二小学
- 济南市育贤第四小学
- 济南市育秀中学小学部
- 济南市馆驿街小学
- 济南市永长街小学
- 济南市民生大街小学
- 济南市六里山小学
- 济南市七里山小学
- 济南市白马山小学
- 济南大学附属小学
- 济南市七贤村小学

### 槐荫区
- 济南市营市东街小学
- 槐荫实验小学
- 济南市小辛庄小学

### 历城区
- 济南市营市东街小学
- 槐荫实验小学